# Antiprisma
Un antiprisma è un poliedro le cui facce sono due poligoni regolari con n lati della stessa grandezza, connesse da un ciclo di triangoli isosceli o equilateri. Ciascun triangolo di ciascun ciclo connette due vertici di una base e un vertice dell'altra.
Gli antiprismi sono simili ai prismi; si differenziano da questi per avere le basi ruotate una rispetto all'altra di un angolo equivalente alla metà di quello formato dai raggi che congiungono il baricentro del poligono a due vertici adiacenti, e connesse da triangoli invece che da rettangoli.
Un antiprisma è un poliedro uniforme e convesso. In particolare, le sue facce sono poligoni regolari e le cuspidi ai vertici sono tutte identiche.
Esiste un antiprisma per ogni {\displaystyle n>2}. Per {\displaystyle n=3}, l'antiprisma è un ottaedro: questo è anche uniforme sugli spigoli e sulle facce, oltre che sui vertici, ed è quindi un solido platonico.
I poliedri duali degli antiprismi sono i trapezoedri. Il primo nel Rinascimento a individuarli, denominarli e discuterli fu Johannes Kepler.
L'altezza di un antiprisma retto, convesso e regolare è fissata una volta determinato il valore del lato del poligono di base.
Nel caso in cui l'antiprisma sia retto e convesso, ma irregolare, la sua altezza - insieme al lato del poligono di base -  sarà fondamentale per derivarne le altre caratteristiche.

## Coordinate canoniche

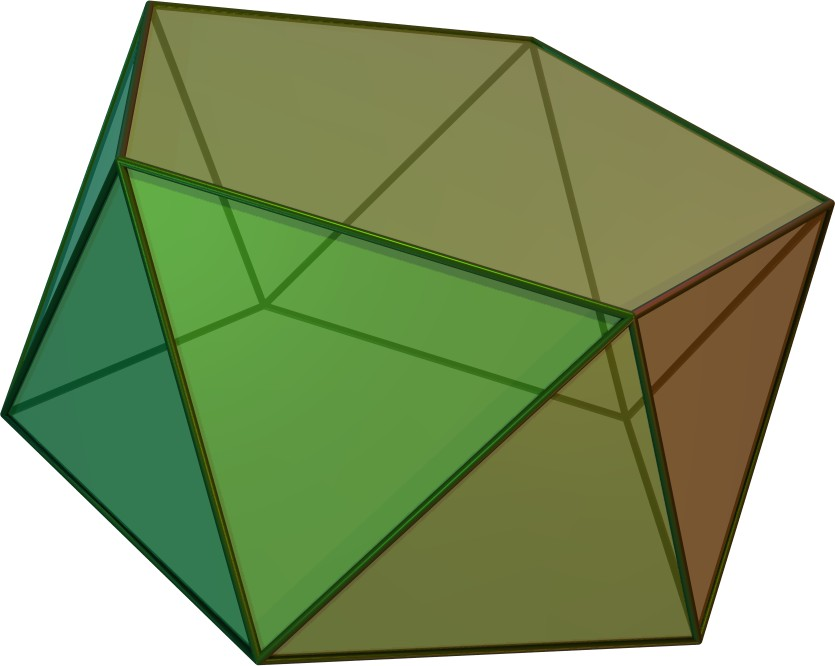
Un antiprisma con n = 5

Le coordinate canoniche di un antiprisma con basi n-gonali sono 
{\displaystyle \left\langle ~\sin(\pi k/n)~,~\cos(\pi k/n)~,~(-1)^{k}a~\right\rangle }
con
{\displaystyle k=0,1,...,2n-1}
{\displaystyle a={\sqrt {\frac {\cos {\frac {\pi }{n}}-\cos {\frac {2\pi }{n}}}{2}}}}

## Bibliografia

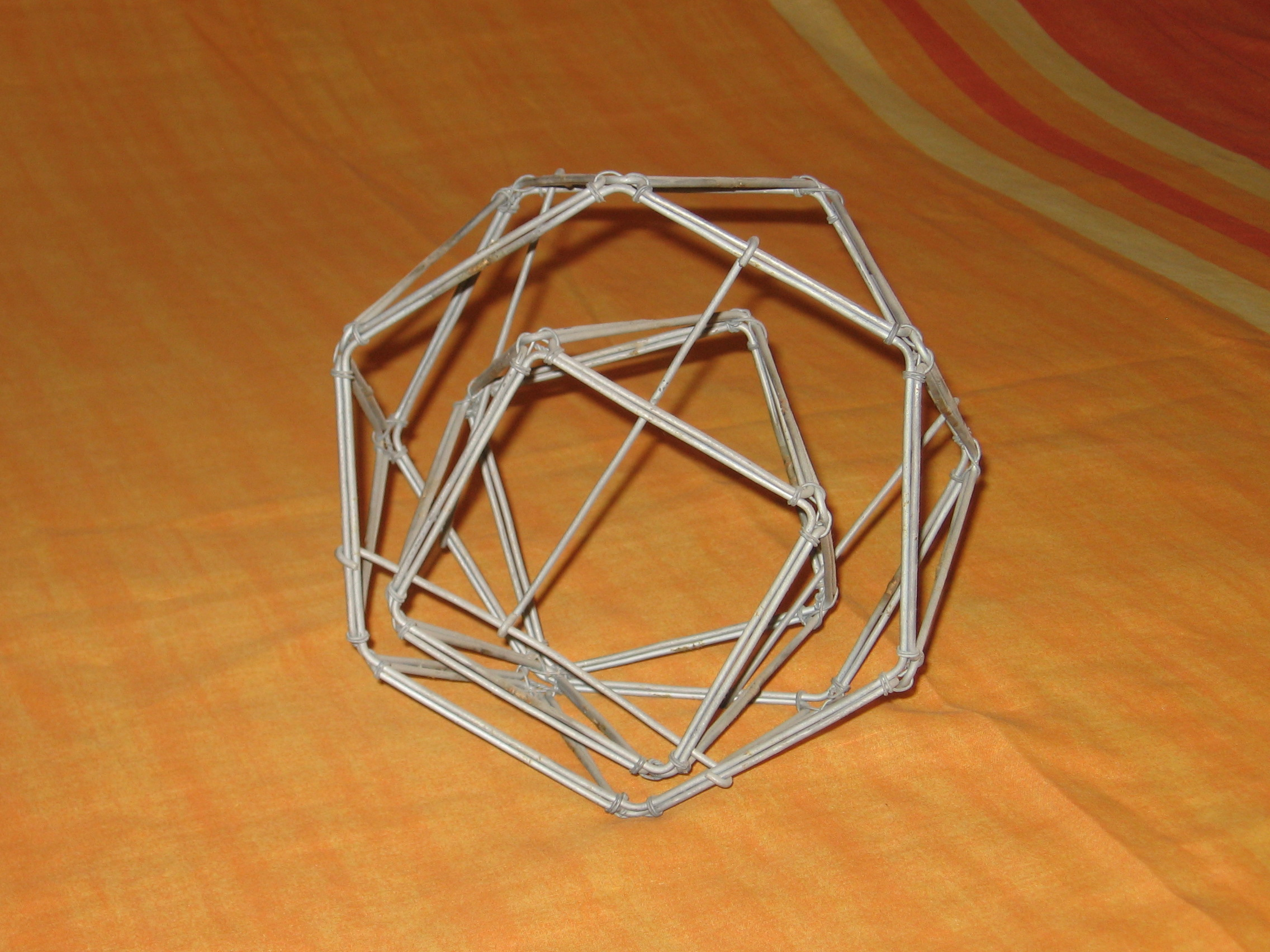
Modelli di antiprisma (con n = 4 e n = 6)